# Sergi Pàmies

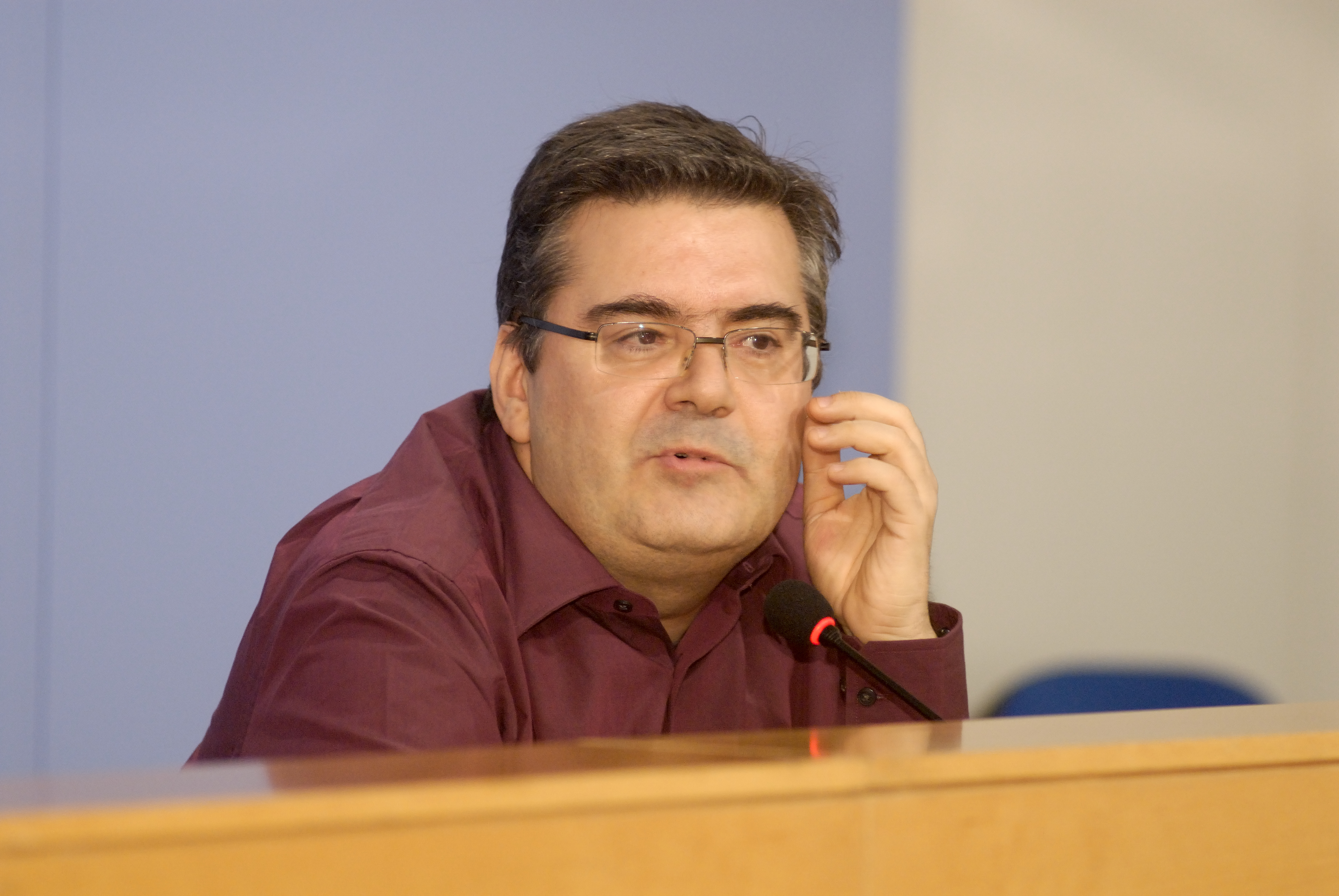
Sergi Pàmies

Sergi Pàmies i Bertran (* 1960 in Paris) ist ein auf Katalanisch schreibender spanischer Autor. Seine Mutter ist die Schriftstellerin Teresa Pàmies.
Pàmies lebt seit 1971 in Barcelona und hat mehrere Erzählungen und Romane veröffentlicht. Außerdem arbeitet er als Übersetzer (Werke von Guillaume Apollinaire, Agota Kristof, Jean-Philippe Toussaint und Daniel Pennac) und ist Mitarbeiter von Presseverlagen und Radiosendern.

## Werke

### Erzählungen
- Du solltest dich in Grund und Boden schämen (T’hauria de caure la cara de vergonya, 1986), Frankfurter Verlagsanstalt, Frankfurt am Main, 2001, ISBN 3-627-00045-5
- Infecció, 1987
- Der große Roman über Barcelona (La gran novel·la sobre Barcelona), Frankfurter Verlagsanstalt, Frankfurt am Main, 1999, ISBN 3-627-00071-4
- L’últim llibre de Sergi Pàmies, 2000
- Si menges una llimona sense fer ganyotes, 2006
- La bicicleta estàtica, 2010

### Romane
- Der erste Stein (La primera pedra, 1990), Frankfurter Verlagsanstalt, Frankfurt am Main, 2001, ISBN 3-627-00055-2
- L'instint, 1993
- Sentimental, 1995

## Auszeichnungen
- Preis Ícaro, 1990: Der erste Stein.
- Premi Prudenci Bertrana de novel·la, 1993: L’instint.
- Kritikerpreis Serra d’Or, 1998: Der große Roman über Barcelona.